# Go Ito
Go Ito (født 23. marts 1994) er en japansk fodboldspiller, som spiller for den japanske fodboldklub Fukushima United FC.